# Complejos de piscinas de Osorno
Los complejos de piscinas de Osorno, son los conjuntos de piscinas públicas municipales ubicadas en la ciudad de Osorno; en la cual destaca la Gran Piscina al aire libre de Osorno.
Su objetivo son el poder ofrecer a las familias osorninas y turistas un lugar de esparcimiento, que les permita refrescarse en verano y a su vez aprovechar la belleza natural existente en la ciudad; la cual apunta a ser identificada con el eslogan de «Osorno Ciudad-Parque».

## Complejos de Piscinas
El principal complejo de piscinas de Osorno corresponde a la gran Piscina al aire libre de Osorno (también conocida como la gran piscina de Chuyaca), el cual está ubicado en el interior del Parque urbano de Chuyaca; junto al Parque Pleistocénico de Osorno. Este complejo está compuesto por dos piscinas (una grande y una pequeña) de 2.400 metros² con una capacidad total para 900 personas; lo que lo hace uno de los complejos de piscinas más grandes del sur de Chile. El recinto además de disponer de las dos piscinas (una de adultos y una de niños), dispone de cascadas de aguas y un tobogán de más de cien metros. Igualmente el recinto dispone de los correspondientes baños, guardarropía, camarines, sala de enfermería, estacionamientos; además de guardias, salvavidas, paramédicos.
A este complejo lo sigue el ubicado en el camping Olegario Mohr, el cual está compuesto por tres piscinas (una grande, una mediana y una pequeña) con una capacidad total para 200 personas.